# دان كرافن
دان كرافن (بالإنجليزية: Dan Craven) مواليد 1 فبراير 1983 في ناميبيا، هو دراج ناميبي سابق في صنف سباق الدراجات على الطريق. سبق أن شارك في دورة الألعاب الأولمبية الصيفية.

## وصلات خارجية
- الموقع الرسمي

## روابط خارجية
- دان كرافن على موقع الاتحاد الدولي للدراجات (الإنجليزية)
- دان كرافن على موقع أرشيف الدراجات (الإنجليزية)
- دان كرافن على موقع إحصائيات الدراجات الإحترافية (الإنجليزية)
- دان كرافن على موقع نسبة الدراجات (الإنجليزية)
- دان كرافن على موقع أوليمبيديا (الإنجليزية)
- دان كرافن على موقع اتحاد ألعاب الكومنولث (مؤرشف) (الإنجليزية)
- دان كرافن على موقع دورة ألعاب الكومنولث 2006 (مؤرشف) (الإنجليزية)